# Emily Spivey
Emily Spivey (29 de septiembre de 1971) es una productora y guionista televisiva, conocida principalmente por ser la creadora de la serie Up All Night. Anteriormente trabajó como parte del equipo de Saturday Night Live desde 2001 a 2010. Ganó un premio Emmy en 2002 y un premio de la WGA en 2007, 2009 y 2010 por su trabajo en Saturday Night Live.

## Carrera como guionista
- MADtv (2000–2001)
- King of the Hill (2002)
- Saturday Night Live (2001–2010)
- Parks and Recreation (2011)
- Up All Night (2011–actualmente)